# Nationalisme grec

Le drapeau de la Grèce révolutionnaire.

Le nationalisme grec ou nationalisme hellénique, en grec moderne : Ελληνικός εθνικισμός / Ellinikós ethnikismós, fait référence au nationalisme des Grecs et de la culture grecque.
En tant qu'idéologie, le nationalisme grec est né et a évolué à l'époque pré-moderne,,.
Il devient un mouvement politique majeur, à partir du XVIIIe siècle, qui culmine avec la guerre d'indépendance grecque (1821-1829) contre l'Empire ottoman. Il devient également un mouvement puissant en Grèce peu avant et pendant la Première Guerre mondiale, lorsque les Grecs, inspirés par la Grande Idée, réussissent à libérer des parties de la Grèce, pendant les guerres balkaniques et, après la Première Guerre mondiale, ont brièvement occupé la région de Smyrne avant qu'elle ne soit reprise par la Turquie.
Le nationalisme grec est également l'idéologie principale de deux régimes dictatoriaux en Grèce, au cours du XXe siècle : le régime du 4-Août (1936-1941) et la dictature des colonels (1967-1974).
De nos jours, le nationalisme grec reste important dans le conflit gréco-turc sur Chypre parmi d'autres conflits (le nationalisme grec à Chypre).

## Histoire

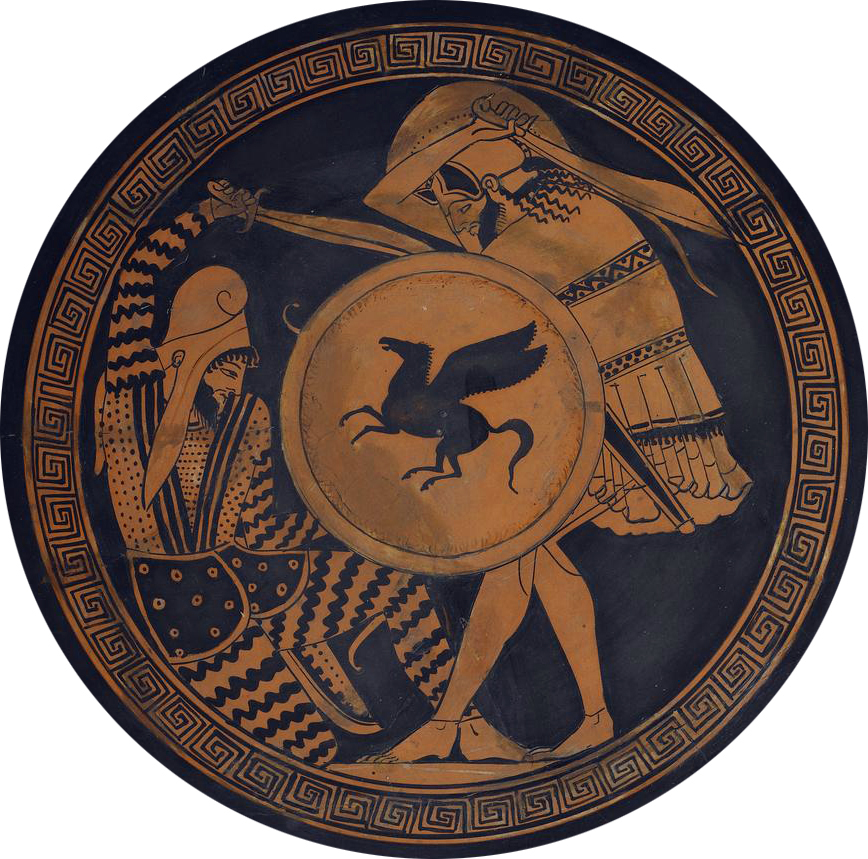
Un hoplite (à droite) et un guerrier persan (à gauche) représentés au combat, sur une ancienne kylix, au Ve siècle.

La fondation de sites panhelléniques est une composante essentielle de la croissance et de la conscience de soi du nationalisme grec. Pendant les guerres médiques, du Ve siècle, le nationalisme grec est formellement établi, bien que principalement comme une idéologie plutôt qu'une réalité politique, puisque certains États grecs sont encore alliés à l'Empire Achéménide. Aristote et Hippocrate proposent une approche théorique sur la supériorité des tribus grecques.
La création des anciens Jeux panhelléniques est souvent considérée comme le premier exemple de nationalisme ethnique et de vision d'un héritage et d'une identité communs.

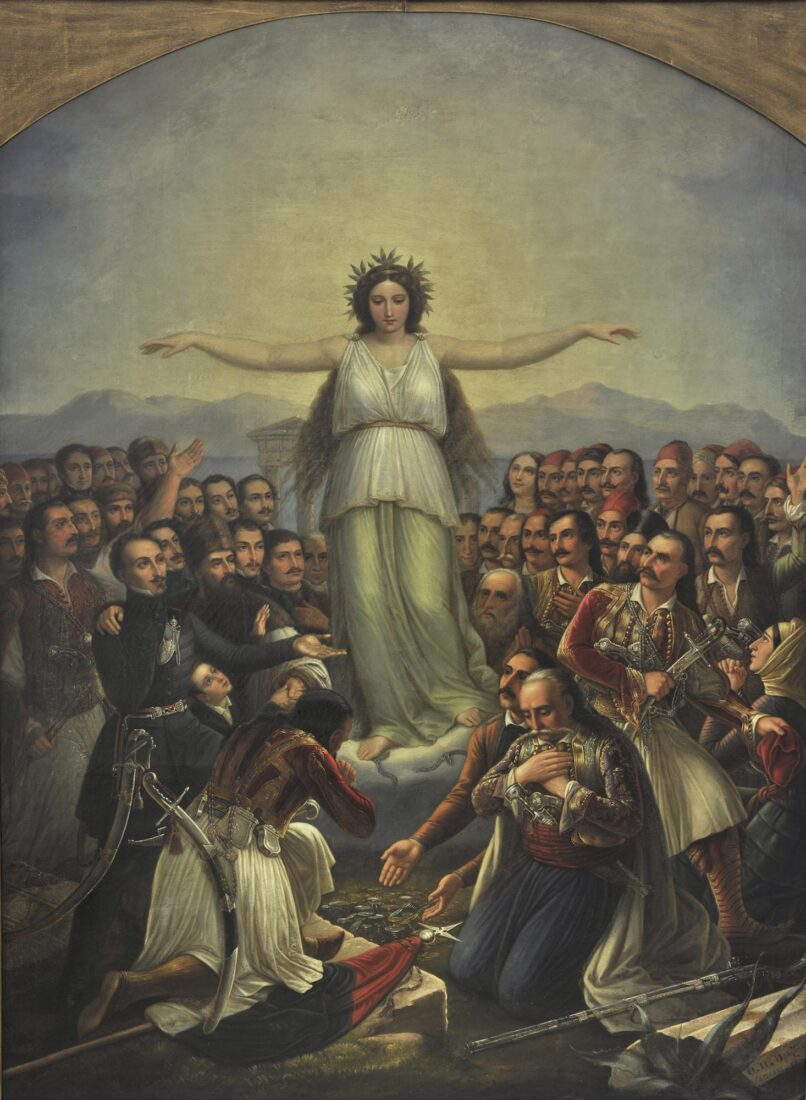
La Grèce reconnaissante de Theodoros P. Vryzakis.

Lorsque l'Empire byzantin est dirigé par la dynastie des Paléologues (1261-1453), une nouvelle ère de patriotisme grec est apparue, accompagnée d'un retour à la Grèce antique. Certaines personnalités éminentes de l'époque proposent également de changer le titre impérial de « Basileus et autocrate des Romiois » en « Empereur des Hellènes ». Cet enthousiasme pour le passé glorieux constitue un élément présent dans le mouvement qui conduit à la création de l'État grec moderne, en 1830, après quatre siècles de domination ottomane.
Des mouvements populaires appelant à l'Énosis (l'incorporation de territoires disparates, peuplés de Grecs, dans un grand État grec) aboutissent à l'adhésion de la Crète (1912), des îles Ioniennes (1864) et du Dodécanèse (1947).
Les appels à l'énosis sont également une caractéristique de la politique chypriote; sous le régime britannique. Pendant l'entre-deux-guerres, certains nationalistes grecs considèrent les chrétiens orthodoxes albanais, roumains et bulgares comme des communautés pouvant être assimilées à la nation grecque.
L'irrédentisme grec, la Megali Idea, en français : Grande Idée, subit un revers lors de la guerre gréco-turque (1919-1922), et du génocide grec. Depuis lors, les relations gréco-turques sont caractérisées par des tensions entre les nationalismes grec et turc, qui culminent avec l'invasion turque de Chypre (1974).

## Partis politiques nationalistes

### Actifs
- Association de l'unité nationale (en)
- Aube dorée
- Alerte populaire orthodoxe
- Espoir national (en)
- Front populaire uni (en)
- Front national (en)
- Grecs indépendants
- Grecs pour la Patrie
- LEPEN
- Néa Dexiá
- Société - Parti politique des successeurs de Kapodistrias (en)
- Solution grecque
- Unité grecque (en)
- Unité nationale (en)

### Anciens partis
- Alignement national (en) (1977–1981)
- Alignement politiquement indépendant (en) (1949–1951)
- Alliance patriotique (en) (2004–2007)
- Front hellénique (en) (1994–2005)
- Ligne de front (en) (1999–2000)
- Nouveau Parti de 1873 (1873–1910)
- Organisation patriote socialiste hellénique (1941–1942)
- Parti de l'hellénisme (1981–2004)
- Parti des libres penseurs (en) (1922–1936)
- Parti du 4-Août (1965–1977)
- Parti libéral (1910-1961)
- Parti national-socialiste grec (1932–1943)
- Parti nationaliste (1865–1913)
- Printemps politique (1993–2004)
- Rassemblement grec (en) (1951–1955)
- Union nationale démocratique (Grèce) (en) (1974–1977)
- Union nationale de Grèce (1927–1944)
- Union nationale démocratique (en) (1974–1977)
- Union politique nationale (1984–1996)

## Galerie

Drapeau traditionnel utilisé de 1769 à la guerre d'indépendance grecque.
Drapeau de Filikí Etería.
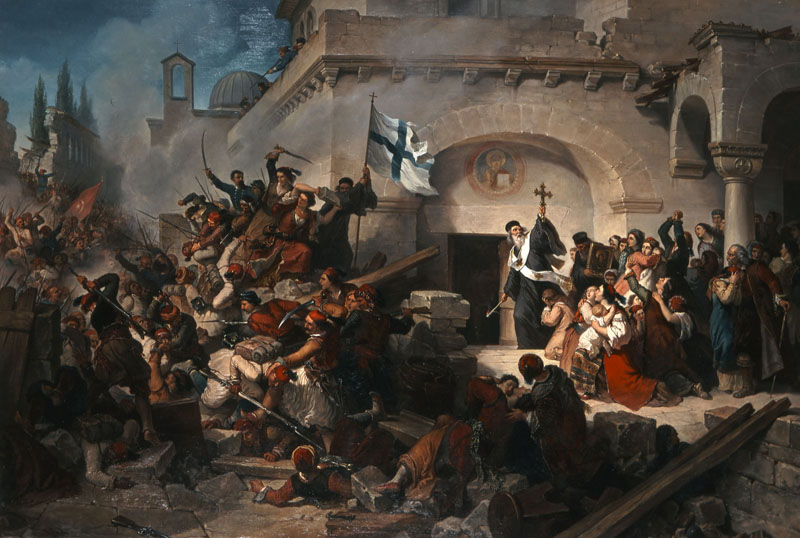
Le Drame d'Arkadi de Giuseppe Lorenzo Gatteri (scène de la révolte crétoise de 1866-1869).
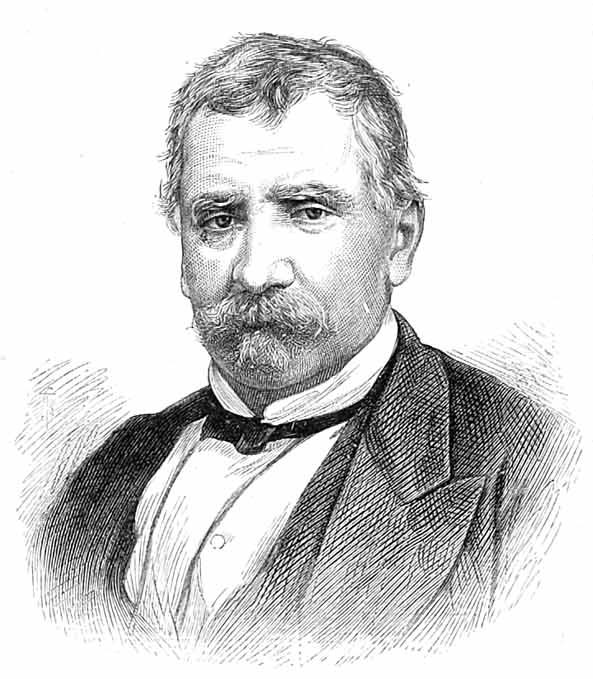
Alexandros Koumoundouros, fondateur du Parti nationaliste.
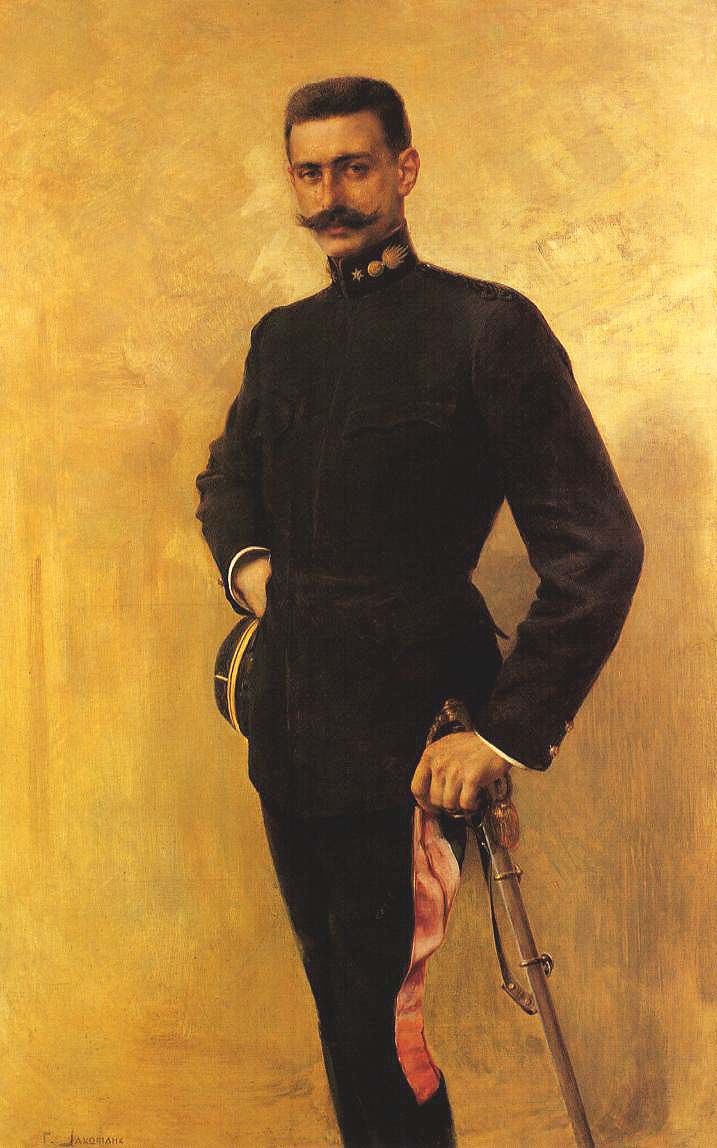
Pavlos Melas tué durant le soulèvement macédonien.
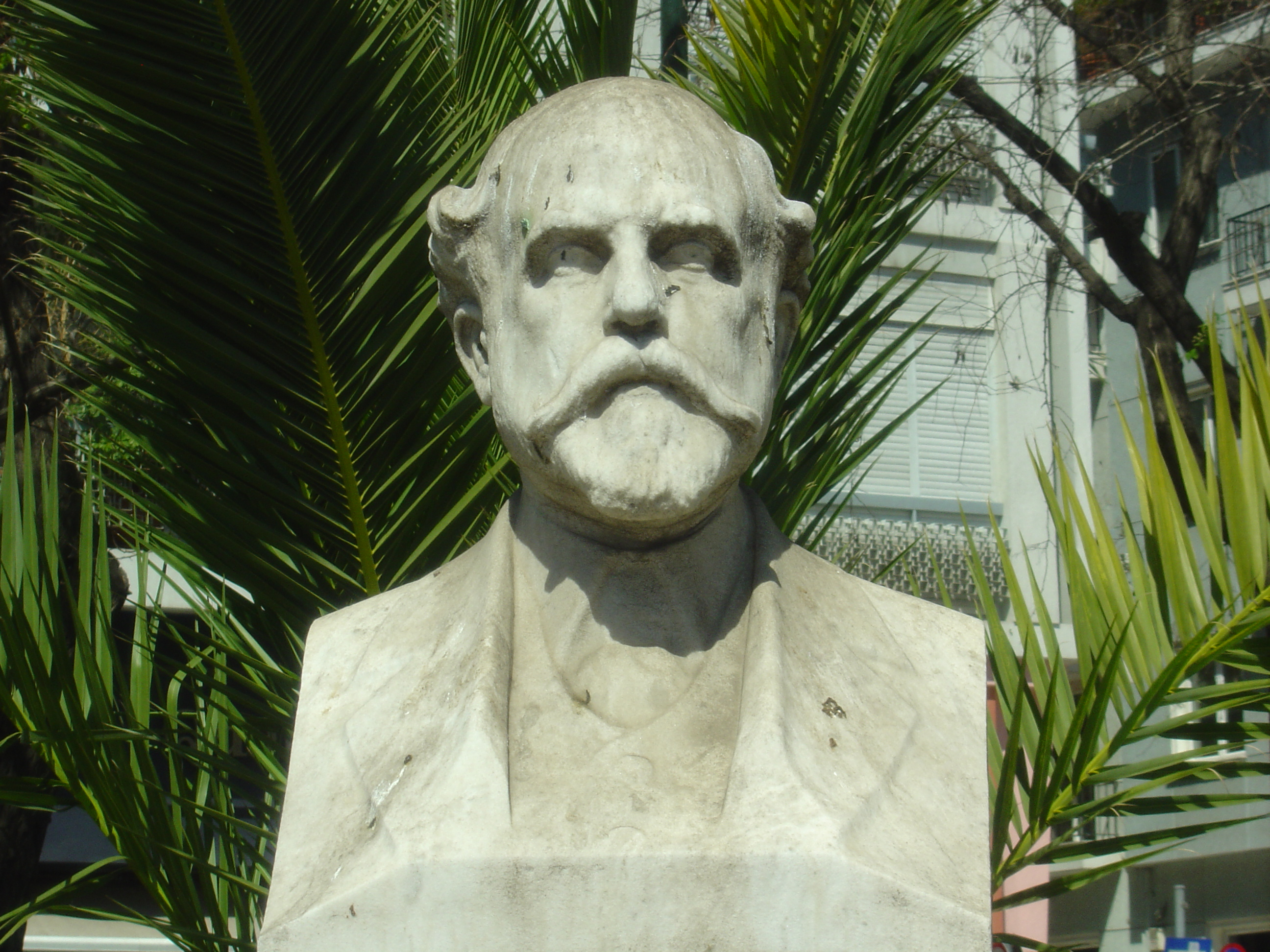
Loréntzos Mavílis tué durant la première guerre balkanique.
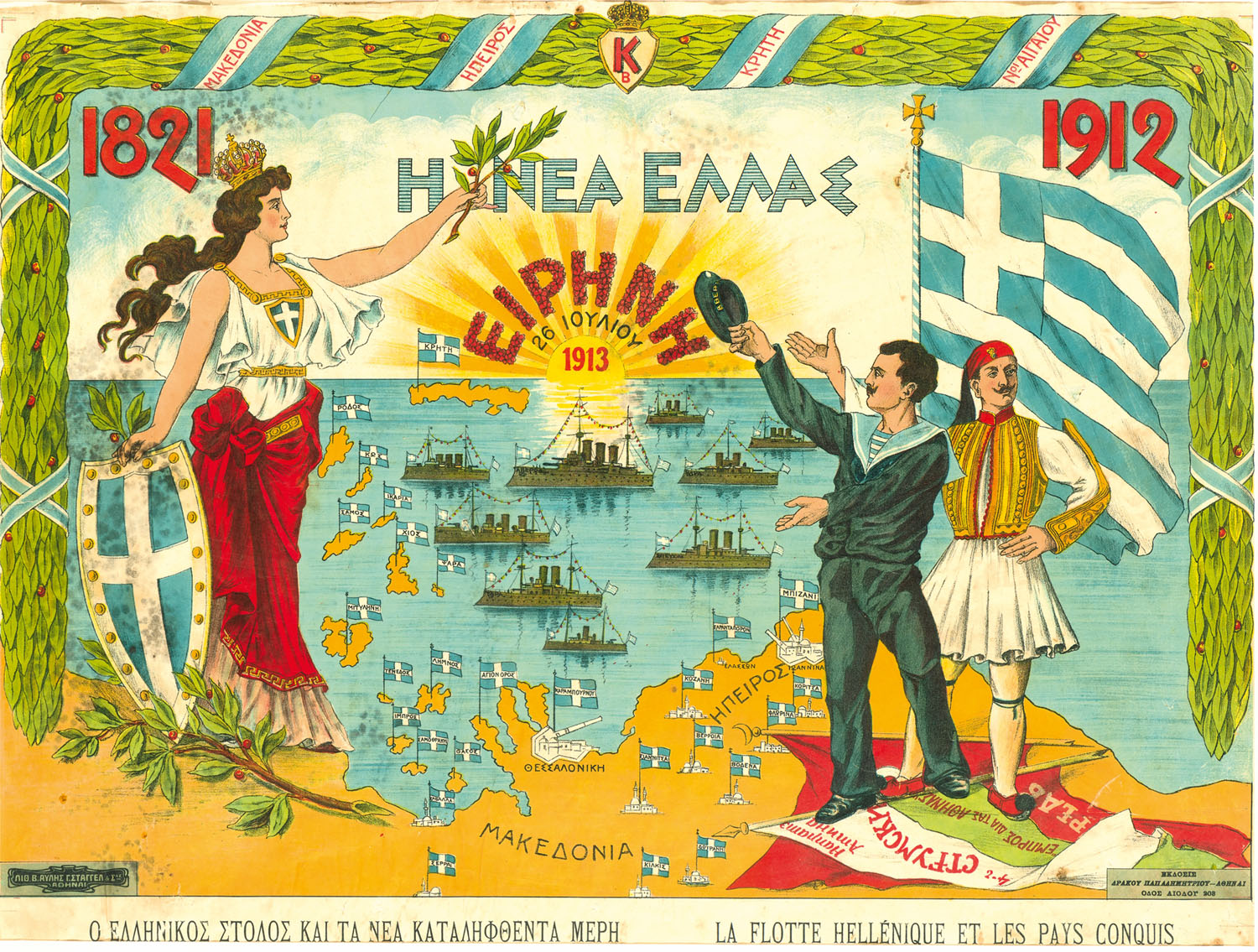
Poster célébrant la nouvelle Grèce, après les guerres balkaniques.
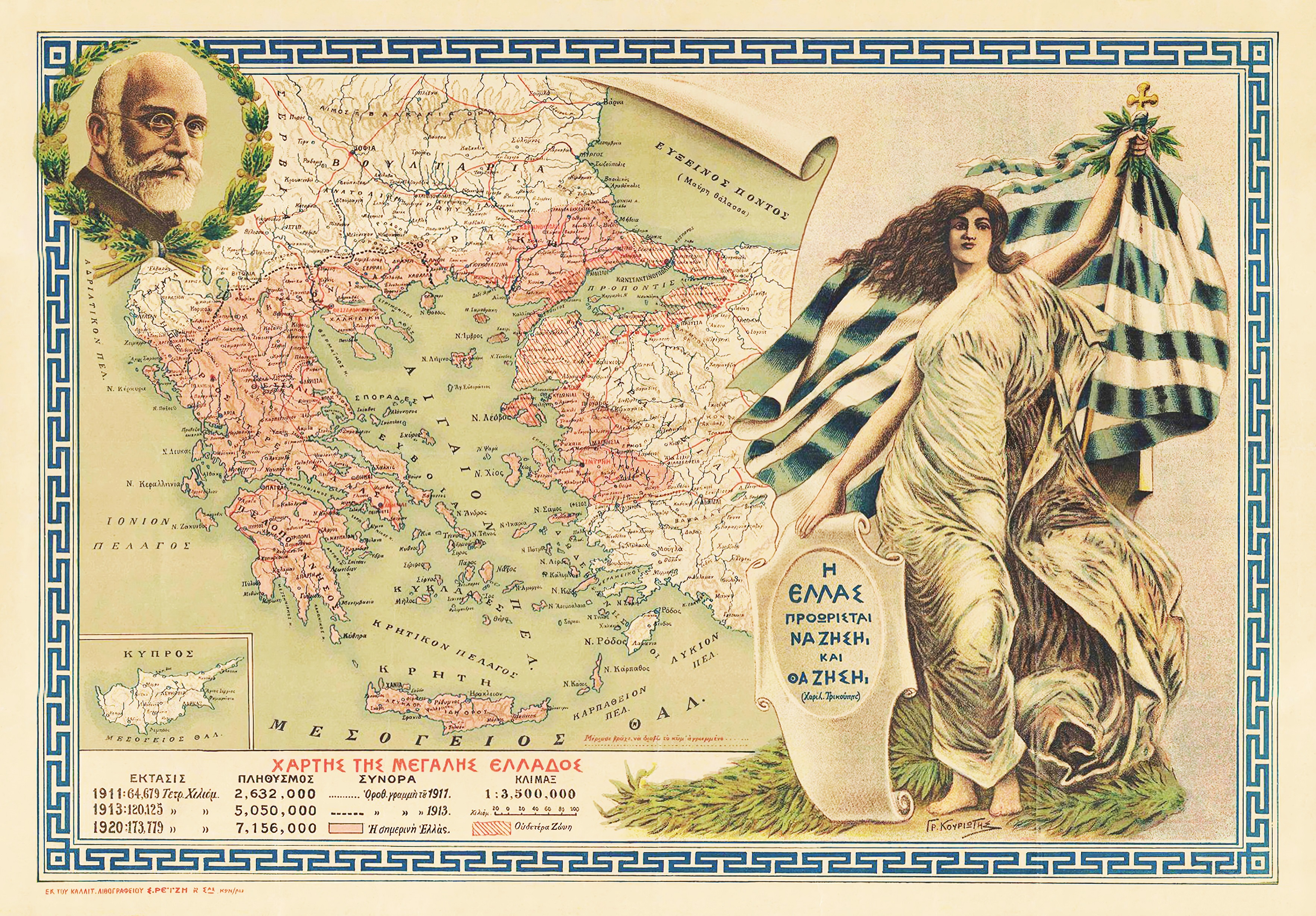
Carte de la Grande Grèce après le traité de Sèvres, avec Elefthérios Venizélos, lorsque la Grande Idée semblait proche de la réalisation.
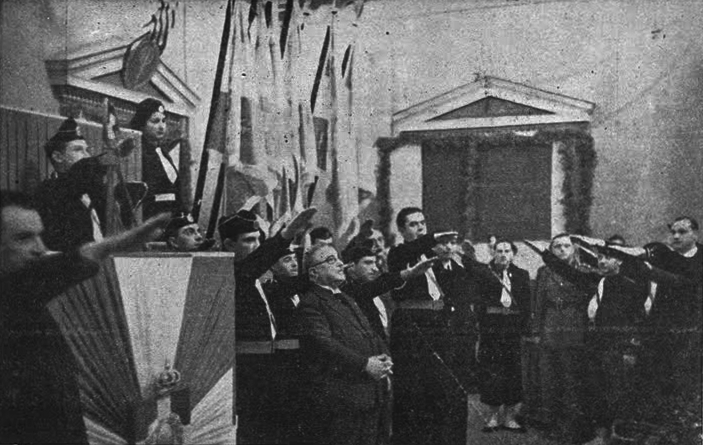
Les membres de l'Organisation nationale de la Jeunesse (EON) saluent en présence de Ioánnis Metaxás pendant le régime du 4-Août (1938).